# 铜仁凤凰机场
铜仁凤凰机场原称铜仁大兴机场，是一个位于中国贵州省铜仁市的4C级民用机场，总占地面积2437亩。机场地跨黔、湘省界，位于贵州省铜仁市松桃苗族自治县大兴街道与湖南省湘西土家族苗族自治州凤凰县阿拉营镇境内，距铜仁市区21公里，距湖南凤凰县城30公里。2009年10月中国民航总局批准铜仁大兴机场更名为铜仁凤凰机场，是中国首座跨地区命名的机场。

## 历史沿革

### 前兩次腰斬的興建
第一次修建是1959年10月开工的。初衷是用于农用飞机的起降，为数百万亩荒山播树种、喷撒农药、防止山火等。此次修建历时三年。1960年1月5日，工地大火，烧死175名民工重伤5人，是中國火災之中最嚴重的工地火災。又因三年大飢荒，工程于1962年10月工程腰斬，僅完成原计划9.9%，调用民工6000人，国家投资118万。
第二次修建是1968年，但由于無產階級文化大革命煽動“停工闹革命”，到处“武斗”，1969年8月工程又腰斬。此次调用民工5000人，国家投资196万。

### 建成
1970年6月大兴机场再次上马建设，并于1972年建成，机场跑道长1500米、宽40米，为混凝碎石跑道。1982年，因机场客源少和场道条件无法满足航空事业的发展而关闭停航。
2001年改扩建，于2001年7月7日首航，7月21日正式通航。机场跑道长2000米，飞行区等级4C。由于机场跑道偏短等原因，无法满足现有航空公司主力机型的需要，导致航线培育困难，客货运量十分不稳定。
早在2002年，湖南省就有干部要求将该机场更名为“铜仁凤凰机场”。2009年10月28日，中国民航总局批准铜仁大兴机场更名为铜仁凤凰机场，成为中国首座跨地区命名的机场。
2012年12月31日，国家发改委批准了铜仁凤凰机场改扩建工程可行性研究报告。
2013年9月，机场改扩建工程全面开工。
2014年4月24日，机场改扩建工程主体完工。
2015年10月，新航站楼及配套设施改扩建工程启动。
2017年4月1日，新国内航站楼投入使用。
2017年11月11日，机场获批临时国际口岸，允许开通国际航线。
2018年8月21日，首条国际航线开通，往返泰国曼谷。

## 机场信息
机场飞行区等级4C，拥有航站楼一座，占地面积14000平方米，建筑面积20000平方米(国际7000平方米)；跑道一条，长2600米，宽45米；C类停机位9个，廊桥6座，可保障年旅客吞吐量300万人次。

## 航空公司与航点
2025年夏秋航季（3月30日至10月25日），开通运营航线10条，通航城市15个。
| 航空公司     | 目的地                 |
| ------------ | ---------------------- |
| 湖南航空     | 南京、无锡、昆明、温州 |
| 龙江航空     | 宁波、西双版纳         |
| 华夏航空     | 贵阳、惠州             |
| 桂林航空     | 海口、郑州             |
| 吉祥航空     | 上海/浦东              |
| 中国联合航空 | 北京/大興              |
| 多彩贵州航空 | 遵义茅台、兴义、荔波   |

## 重大事故
- 1960年1月5日，修建這個機場時工地大火，烧死175名民工重伤5人，是中國火災之中最嚴重的工地火災。[4]